# Myopus schisticolor
Myopus schisticolor é uma espécie de roedor da família Cricetidae. É a única espécie do género Myopus.
Pode ser encontrada nos seguintes países: China, Finlândia, Mongólia, Noruega, Rússia e Suécia.